# Sol Nascente
Sol Nascente är en brasiliansk telenovela som sändes på Rede Globo från 2016.

## Rollista
| Skådespelare          | Karaktär        |
| --------------------- | --------------- |
| Giovanna Antonelli    | Alice Tanaka    |
| Bruno Gagliasso       | Mario de Angeli |
| Letícia Spiller       | Lenita          |
| Marcello Novaes       | Vittorio        |
| Henri Castelli        | Ralf            |
| Rafael Cardoso        | César           |
| Aracy Balabanian      | Geppina         |
| Francisco Cuoco       | Gaetano         |
| Luís Melo             | Kazuo Tanaka    |
| Cláudia Ohana         | Loretta         |
| Laura Cardoso         | Sinhá           |
| Marcelo Faria         | Felipe          |
| Giovanna Lancellotti  | Milena          |
| Marcello Melo Jr      | Tiago           |
| Juliana Alves         | Dora            |
| Cinara Leal           | Vanda           |
| Pablo Morais          | Nuno            |
| Val Perré             | Quirino         |
| Tatiana Tibúrcio      | Chica           |
| Érika Januza          | Júlia           |
| João Cortes           | Peppino         |
| Emílio Orciollo Netto | Damasceno       |
| Luma Costa            | Elisa           |
| Miwa Yanagizawa       | Mieko           |
| Jacqueline Sato       | Yumi            |
| Carol Nakamura        | Hiromi          |
| Paulo Chun            | Hideo           |
| Renata Dominguez      | Sirlene         |
| Márcio Kieling        | Bernardo        |
| Jean Pierre Noher     | Patrick         |
| Sylvia Bandeira       | Ana Clara       |
| Maria Joana           | Carol           |
| Flávia Guedes         | Kika            |
| Ana Lima              | Paula           |
| Caroline Verban       | Ciça            |
| Roberta Piragibe      | Nanda           |
| Rick Garcia           | Pescoço         |
| Felipe Mago           | Wagner          |
| Lucas Sapucahy        | Cauã            |
| Pâmela Tomé           | Paty            |